# Eotetranychus weldoni
Eotetranychus weldoni är en spindeldjursart som först beskrevs av Ewing 1913.  Eotetranychus weldoni ingår i släktet Eotetranychus och familjen Tetranychidae. Inga underarter finns listade i Catalogue of Life.